# Chevêchette de Parker
Glaucidium parkeri
Espèce
Statut de conservation UICN

 LC  : Préoccupation mineure
Statut CITES
La Chevêchette de Parker (Glaucidium parkeri) est une espèce d'oiseaux de la famille des Strigidae.
Son nom rend hommage à l'ornithologue américain Theodore Albert Parker III (en) (1953–1993).

## Répartition
Cette espèce vit à travers les Andes de Bolivie, d'Équateur et du Pérou.